# Eufronios
Eufronios (Εὐφρόνιος) byl starořecký hrnčíř a malíř váz. O jeho životě se nezachovaly žádné písemné záznamy, ale podle sedmnácti objevených nádob (převážně krátérů) s jeho podpisem působil v Athénách v letech 520 př. n. l. až 500 př. n. l. jako malíř a v letech 500 př. n. l. až 470 př. n. l. jako hrnčíř. Začínal v Kachrylionově dílně, mezi jeho spolupracovníky patřil malíř Smikros. Byl příslušníkem průkopnické generace, která přešla od černofigurové keramiky k technice červených figur, charakteristické pro klasické období. Znázorňoval mytologická témata (Héraklovy činy) i žánrové výjevy, které jsou svědectvím o tehdejším každodenním životě. Mezi současníky vyčníval uměním kompozice s využitím perspektivy.